# Катандзаро
Ка̀тандза̀ро (на италиански: Catanzaro, изговаря се с две ударения) е град и община в Южна Италия. Разположен е в най-тясната част на Апенинския полуостров между две морета– Йонийско на изток и Тиренско на запад. Той е главният град на областта Калабрия и на едноименната провинция Катандзаро. Градът е възникнал през 8 век по времето на византийския император Никифор Фока като провинция. ЖП възел и търговски център. Население 93 397 жители към август 2009 г.